# لارنتة روزية
لارنتة روزية (الاسم العلمي:Larentia rosei) هي نوع من النباتات تتبع جنس اللارنتة من الفصيلة السوسنية.